# Фучу
Фучу е град в префектура Токио, Япония. Населението му е 63 835 жители (по приблизителна оценка от октомври 2018 г.), а площта му e 29,34 km². Намира се в часова зона UTC+9. Основан е през 1954 г. Побратимен е с град Янгон (Мианмар).